# Merche Romero Gomes
Merche Romero Gomes (Andorra, 27 de novembre de 1976) és una model i presentadora de televisió andorrana, d'ascendència espanyola i portuguesa.
Amb formació a l'àrea del turisme, va destacar com a cara d'innombrables campanyes publicitàries i catàlegs de moda. Es va estrenar com a presentadora de televisió el 2002, amb Metro à Superfície a l'extingida NTV. Passà per la RTP, presentant diàriament i des del 2003 Portugal no Coração, al costat de José Carlos Malato. Va treballar encara en altres produccions, com Praça da Alegria (2003), Uma Boa Aposta per a la Santa Casa da Misericórdia (2004) i Noites de Verão (2005) amb Pedro Miguel Ramos. El 2003, va presentar també el «Moda Lisboa», el més gran esdeveniment de moda a Portugal.
Va ser la primera parella pública de Cristiano Ronaldo, 9 anys més jove, que va durar entre el 2005 i el 2006. Després de la relació va seguir en contacte amb la família, fins i tot va participar en una festa en l'obertura d'una clínica de Madrid amb la germana i la mare de Cristiano. També va tenir una relació amb DJ Tó Pereira, conegut com a DJ Vibe, amb qui tenen un fill. Federico Madeira també ha estat company seu segons la premsa del cor.
A RTP, hi va presentar encara el programa d'entrevistes matutí Factor M i, actualment, presenta juntament amb Carlos Ribeiro el programa Fátima als matins de la Sociedade Independente de Comunicação.